# Michael Ende

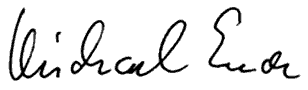
Firma di Michael Ende

Michael Andreas Helmuth Ende /ˈmɪçaːʔeːl ʔanˈdʁeːas ˈhɛlmuːt ˈʔɛndə/ (Garmisch-Partenkirchen, 12 novembre 1929 – Stoccarda, 28 agosto 1995) è stato uno scrittore tedesco, universalmente noto soprattutto per i romanzi Momo e La storia infinita.

## Biografia
Il padre Edgar Ende aveva un'attività artistica inizialmente ben avviata, che però incontrò nel corso degli anni trenta diverse difficoltà, a causa del regime nazista, finché, nel 1936, fu costretto a sospendere qualunque esposizione. L'anno successivo tutte le sue opere furono confiscate dalle autorità in quanto "arte degenerata" (Entartete Kunst). Gli anni precedenti la guerra furono per Michael anni di crescita e studio, funestati nel 1937 dalla morte di un suo intimo amico, Willie: sulla sua immagine lo scrittore modellò, in seguito, l'aspetto di Bastiano, il protagonista de La storia infinita. Nel 1941 una sospensione scolastica lo spinse a pensieri suicidi, che riuscì a superare, mentre l'anno successivo evitò fortunosamente l'ingresso nella Hitler Jugend.
Nel 1945 Michael venne forzatamente arruolato per l'estrema difesa della Germania nazista, ormai prossima alla disfatta totale. Dopo un addestramento di un solo giorno fu mandato al fronte, dove vide morire tre suoi compagni nei primissimi combattimenti. Michael gettò a terra il fucile e scappò, percorrendo a piedi durante la notte ottanta chilometri, nel tentativo di raggiungere Burach, dove viveva sua madre. In seguito, entrò in un'organizzazione antinazista (Fronte per la Baviera Libera) sino al termine della guerra. Gli anni seguenti la guerra furono segnati, per Michael divenuto maggiorenne, dall'incontro con l'antroposofia di Rudolf Steiner e quindi con il teatro. La sua ambizione divenne quella di poter essere attore. Scrisse opere teatrali e recitò in ruoli secondari, senza tuttavia ottenere grande riscontro. Nel 1951 conobbe Ingeborg Hoffmann, che in seguito diventò sua moglie.
Il 1953 fu l'anno della crisi familiare dei genitori di Michael. Il padre conviveva con Lotte Schleger, della stessa età di Michael, mentre la madre tentò il suicidio. Michael riuscì a salvare la madre, consigliandole la pittura come terapia. La riconciliazione tra Michael e suo padre Edgar avvenne tre anni dopo, nel 1956. In questi anni Michael ottenne un lavoro presso una compagnia radiofonica e nel mentre, sotto consiglio di un amico, scrisse nel 1958 il suo primo libro, Le avventure di Jim Bottone, che venne tuttavia rifiutato dall'editore cui lo spedì. Due anni dopo, nel 1960, riuscì a ottenere la pubblicazione dall'editore Tienemanns. Il successo del libro, primo premio nel 1961 per la letteratura per l'infanzia, permise a Michael di ottenere la stabilità economica. Nel 1962 ne venne pubblicato il seguito: La terribile banda dei tredici pirati.
Nel 1964 si sposò a Roma con Ingeborg Hoffmann. Nel 1965 suo padre morì per un attacco di cuore. Continuò a lavorare per il teatro, sinché, nel 1971, si spostò a Genzano di Roma. Erano questi gli anni in cui lavorava a Momo, che completò nel 1972. Tienemanns accettò di pubblicarlo dopo alcune esitazioni. L'edizione del libro era accompagnata da illustrazioni dello stesso autore. Nel 1974 il libro ricevette un premio tra la letteratura per adolescenti. Nel 1973 morì la madre di Michael. Nel 1977 Michael compì il suo primo viaggio, di due settimane, in Giappone, Paese dove lo scrittore sarebbe stato in seguito molto amato.
Nel 1979 completò e pubblicò La storia infinita. L'enorme successo del libro e la gran quantità di premi ricevuti, con una conseguente riscoperta di Momo da parte di pubblico e critica, portarono a Michael grande notorietà, la quale, tuttavia, risultò troppo pesante per l'autore, che ne risentì fisicamente e mentalmente. Nel 1982 firmò il contratto per la versione cinematografica de La storia infinita. Apprese però solo in seguito delle enormi modifiche che produzione e regista volevano apportare alla storia, quando ormai era troppo tardi per opporsi. «Auguro la peste ai produttori. Mi hanno ingannato: quello che mi hanno fatto è una sozzura a livello umano, un tradimento a quello artistico» commentò dopo la prima. Il film venne proiettato nei cinema nel 1984, nonostante i tentativi dello scrittore per bloccarlo. Intentò una causa alla produzione perché fosse eliminato il suo nome dai titoli di testa, causa che, nel 1985, perse.
Nel 1983 completò Lo specchio nello specchio, raccolta di racconti cui stava lavorando da almeno dieci anni. Nel 1985 morì la moglie. Lo stesso anno Michael, dopo quattordici anni di vita in Italia, tornò in Germania. Nel 1986 venne completata la versione cinematografica di Momo, con la colonna sonora firmata da Angelo Branduardi (cui sarebbe seguita quella postuma a cartoni animati di Enzo D'Alò, Momo alla conquista del tempo con la colonna sonora di Gianna Nannini). Nel 1989 tornò in Giappone, dove sposò la sua seconda moglie, Mariko Sato. Nel 1992 cominciò ad accusare strani dolori allo stomaco, ma solo nel 1994 gli venne diagnosticato un cancro. Michael Ende morì il 28 agosto 1995, all'età di 65 anni.

## Opere principali
- Le avventure di Jim Bottone (Jim Knopf und Lukas der Lokomotivführer, 1960). La prima edizione italiana era intitolata Un ferroviere e mezzo.
- La terribile banda dei tredici pirati (Jim Knopf und die Wilde Dreizehn, 1962)
- Momo (1973)
- A scuola di magia e altre storie (Die Zauberschule und andere Geschichten, 1977)
- Il mangiasogni (Norbert Nackendick, 1978)
- La storia infinita (Die Unendliche Geschichte, 1979)
- La favola dei saltimbanchi (Das Gauklermärchen, 1982)
- Lo specchio nello specchio (Der Spiegel im Spiegel, 1986)
- La notte dei desideri, ovvero il satanarchibugiardinfernalcolico Grog di Magog (Der satanarchäolügenialkohöllische Wunschpunsch, 1989)
- La prigione della libertà (Das Gefängnis der Freiheit, 1992)